# Galna snutar i New York
Galna snutar i New York (originaltitel: Car 54, Where Are You?) är en amerikansk långfilm från 1994 i regi av Bill Fishman.

## Handling
Gunther Toody och Francis Muldoon är poliser i New York som ska skydda en person som ska vittna i en maffia-rättegång. Samtidigt måste de ta itu med sina egna privata problem, vanliga brottslingar och deras chef, Anderson. 

## Om filmen
Filmen är baserad på en TV-serie från 60-talet, Car 54, Where Are You?. 

## Rollista i urval
- David Johansen - Gunther Toody
- John C. McGinley - Francis Muldoon
- Fran Drescher - Velma Velour
- Nipsey Russell - poliskapten Dave Anderson
- Rosie O'Donnell - Lucille Toody
- Jeremy Piven - Herbert Hortz
- Bobby C. Collins - Carlo
- Tone Lōc - Hackman